# Distretto di Tahuamanu
Il distretto di Tahuamanu è uno dei quattro distretti della provincia di Tahuamanu, in Perù. Si trova nella regione di Madre de Dios e si estende su una superficie di 3.793,9 chilometri quadrati.
Istituito il 26 dicembre 1912, ha per capitale la città di San Lorenzo.